# Théâtre de la jeunesse ouvrière

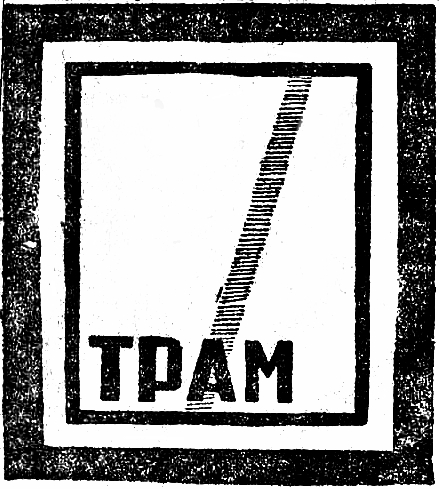
TRAM

Le Théâtre de la jeunesse ouvrière (en russe : Teatr RAbochey Molodyozhi), connu sous l'acronyme « TRAM », est un théâtre destiné à la jeunesse prolétarienne soviétique qui fut actif de la fin des années 1920 au début des années 1930.

## Historique
Le Théâtre de la jeunesse ouvrière, fondé en 1925 par Mikhail Sokolovski, était établi dans un ancien cinéma situé Liteiny Prospekt, à Leningrad. Le théâtre présentait des pièces collectives agitprop produites et conçues pour éduquer et persuader la jeunesse. Dès leur premier spectacle, Komsomol, comédie en cinq actes avec chants et danses, le théâtre gagne en popularité en tant que modèle de l'art prolétarien et, comme ses activités étaient directement liées au mouvement activiste du Komsomol, il produisait un travail d'agitation des masses.
Plusieurs membres de la troupe s'installent à Moscou en 1931. Les deux troupes seront dirigées par Helmut Damerius de 1931 à 1933. Le théâtre essaime encore à partir de 1931 vers d'autres villes dont Bakou, Perm, Rostov-sur-le-Don ou Kharkov. En 1932, il existait quelques dizaines de théâtres portant ce nom.
Le groupe a également travaillé en collaboration avec Kolonne Links, un groupe agit-prop allemand actif à Berlin. Dimitri Chostakovitch a collaboré de la fin des années 1920 au début des années 1930 au Théâtre de la jeunesse ouvrière, et l'a protégé d'une attaque idéologique.